# لونا (ایزد بانو)
لونا (انگلیسی: Luna) در دین روم باستان و اساطیر روم لونا تجسم الهی ماه است (لاتین Lūna [ˈɫ̪uːnä]). او اغلب به عنوان مکمل زن خورشید، سول (اساطیر رومی)، معرفی می‌شود.